# Маргарита Радинска
Маргарита Радинска е българска поп-певица.

## Биография
Маргарита Радинска е родена в Габрово на 9 декември 1945 г. Израства в музикално семейство (баща ѝ е хоров диригент). Семейството се премества в София и там певицата завършва гимназия. През 1965 г. Маргарита Радинска е приета във втория випуск на Студията за поп певци към Радио „София“, понастоящем БНР, в класа по пеене на бъдещия си съпруг – композитора Ангел Заберски. Първата песен, която записва в Радиото година по-късно, се нарича „Ноктюрно“, музика: Ангел Заберски, текст: Вера Шиварова.
През 1966 г. Маргарита Радинска дебютира на конкурса „Песни за българското Черноморие“ (от 1967 г. e преименуван на „Златният Орфей“) с песента „Черноморка“, композиция на Ангел Заберски. Първите си концертни изяви осъществява с ЕОБРТ (Eстраден оркестър на Българското радио и телевизия), оркестър „Балкантон“ и оркестър „София“, на който е солистка в периода 1966 – 1970 г. Маргарита Радинска е работила като щатна певица в Естрадата на БНА в периода 1976 – 1979 г.
Популярността ѝ е особено голяма през 1960-те и 1970-те години.
Маргарита Радинска е лауреат на много български и международни конкурси, сред които „Златният елен“ в Брашов в Румъния, Варадеро в Куба и др. През 1967 г. с оркестър „Балкантон“, ръководен от Димитър Ганев, и с други наши поп певци, гастролира с огромен успех в Куба. Изпълнената от нея песен „Бяло крило“, музика: Ангел Заберски, текст: Орлин Орлинов, печели първа награда на фестивала „Златният Орфей“ през 1978 г.
В периода 1969 – 1971 г. участва в сериала „На всеки километър“.
През 1971 г. БНТ заснема филм за нея, озаглавен „Двойната Маргарита“ с режисьор Асен Траянов.
В началото на 1980-те години Маргарита Радинска постепенно се оттегля от певческата си кариера, за да се отдаде изцяло на семейството си и двете си деца – Ангел Заберски-син (р. 1969) и Маргарита Заберска – дъщеря (р. 1972), които също са музиканти.
Умира на 5 юни 2024 година в София.

## Дискография

### Малки плочи
- 1968 – „Маргарита Радинска“[3]
(EP, Балкантон – ВТМ 6079)
- 1975 – „Маргарита Радинска“[4]
(SP, Балкантон – ВТК 3173)
- 1976 – „Маргарита Радинска“[5]
(SP, Балкантон – ВТК 3319)
- 1980 – „Маргарита Радинска“[6]
(SP, Балкантон – ВТК 3534)
- 1981 – „Маргарита Радинска“[7]
(SP, Балкантон – ВТК 3627)

### Дългосвирещи плочи
- 1973 – „Маргарита Радинска“[8]
(Балкантон – ВТА 1490)

## Филмография
- На всеки километър (1969 – 1971), 26 серии – испанската певица